# وباء الكوليرا الأول
حدث أول وباء للكوليرا خلال الفترة 1817-1824، ويعرف أيضًا باسم وباء الكوليرا الآسيوي الأولي أو الكوليرا الآسيوية الأولى، حيث بدأ بالقرب من مدينة كلكتا التي تقع شرق الهند لقد انتشر بعد ذلك في جميع أنحاء جنوب شرق آسيا واستمر في الانتشار إلى منطقة الشرق الأوسط وشرق أفريقيا وساحل البحر الأبيض المتوسط. انتشر وباء الكوليرا في الهند عدة مرات سابقة، حيث وصل الوباء للصين والبحر الأبيض المتوسط قبل انحساره. توفي مئات الأشخاص نتيجة هذا الوباء، تضمنت الوفيات العديد من الجنود البريطانيين، الأمر الذي جذب اهتمام أوروبا. كانت هذه هي الأولى التي يجتاح الوباء فيها آسيا وأوروبا خلال القرنين التاسع عشر والعشرين من بين العديد من أوبئة الكوليرا. انتشر هذا الوباء على نطاق غير مسبوق من الأراضي، مما أثر على كل بلد تقريبا في آسيا.

## الأصل والانتشار الأولي
استُخدم اسم الكوليرا في القرون السابقة لوصف الأمراض التي تتضمن الغثيان والإقياء. حاليًا، تصف الكوليرا تحديدًا المرض الذي تسببه بكتيريا ضمة الكوليرا. هناك العديد من الأمثلة على الأوبئة التي حدثت قبل عام 1817 والتي يُشتبه في كونها كوليرا. في القرن السادس قبل الميلاد، وصف نص هندي أعراض شبيهة بالكوليرا. في الواقع، فإن أوصاف مرض في الهند تعود إلى ما قبل 2500 عام تصف مرضًا يشبه الكوليرا. كتب الطبيب اليوناني أبقراط عن مرض يشبه الكوليرا منذ نحو 2400 عام، وفعل الطبيب الروماني جالينوس الأمر ذاته بعد نحو 500 عام في القرن الثاني. في القرن السادس عشر، أبلغ الهولنديون عن تفشي إسهال حاد في جزر الهند الشرقية. سُجل وباء مماثل في عام 669 في الصين. مع ذلك، لا يوجد دليل على وجود «كوليرا آسيوية حقيقية» قبل عام 1781، إذ ظهر حينها أول وباء موثق جيدًا. بعد أن بدأ الوباء في جنوب الهند، انتشر لاحقًا إلى شرق الهند وفي النهاية إلى سري لانكا. كانت الكوليرا متوطنة في القسم السفلي من نهر الغانج. في أوقات الأعياد، كان الحجاج يصابون بالمرض هناك أغلب الأحيان وينقلونه إلى أجزاء أخرى من الهند عند عودتهم وينتشر ثم يهجع. بدأ وباء الكوليرا الأول بالطريقة نفسها، إذ كان يشتبه في أنه بدأ في عام 1817 في مدينة جيسور. اقترح بعض علماء الأوبئة والمؤرخين الطبيين أنه انتشر على مستوى العالم عن طريق الحج الهندوسي الذي يُدعى كومبه ميلا، على القسم العلوي من نهر الغانج. حدثت حالات تفشي سابقة للكوليرا بالقرب من بورنيا في بيهار، لكن يعتقد العلماء أن هذه الأحداث كانت غير ذات صلة. في عام 1817، بدأت الكوليرا بالانتشار خارج دلتا نهر الغانج. بحلول سبتمبر 1817، وصل المرض إلى كلكتا على خليج البنغال وانتشر بسرعة إلى بقية شبه القارة الهندية. بحلول عام 1818، انتشر المرض في بومباي على الساحل الغربي.

## انتشار المرض خارج الهند
بعد انتشاره خارج الهند، أصاب وباء الكوليرا الأول أجزاء أخرى من آسيا والساحل الأفريقي بشدة. لكن لم يحدث تفشي وباء الكوليرا الذي اجتاح أوروبا والأمريكتين حتى وقت لاحق. في مارس 1820، عُثر على المرض في سيام، وفي مايو 1820 انتشر حتى بانكوك ومانيلا. في يوليو، أضرم تفشي المرض النار في فيتنام؛ وفي ربيع عام 1821 وصل الوباء إلى جاوة وعمان وأنهاي في الصين. في عام 1822، عُثر على المرض في اليابان والخليج العربي وبغداد وسوريا ومنطقة القوقاز. في عام 1823، وصلت الكوليرا إلى أستراخان وزنجبار وموريشيوس.
حين وصل الوباء إلى روسيا وتحديدًا أستراخان، تمثلت استجابتهم في وضع برنامج لمكافحة الكوليرا في عام 1823. ترأس هذا البرنامج طبيب ألماني اسمه الدكتور ريهمان. ألهم برنامج مكافحة الكوليرا القيصر ألكسندر الأول لإنشاء مجلس إدارة طبية، والذي ألهم بدوره باقي أنحاء أوروبا لإنشاء إدارة طبية مماثلة.
في عام 1824، انتهى انتقال المرض. يعتقد بعض الباحثين أن ذلك قد يعزى إلى الشتاء البارد 1823- 1824، والذي قتل البكتيريا في إمدادات المياه.
ارتبط انتشار وباء الكوليرا الأول ارتباطًا وثيقًا بالحرب والتجارة. وفقًا لأستاذ التاريخ الاقتصادي دوناتو غوميز دياز، «ساهم [تقدم] التبادل التجاري والملاحة في انتشار الكوليرا». حملت السفن البحرية والتجارية الأشخاص المصابين بالمرض إلى شواطئ المحيط الهندي، من إفريقيا إلى إندونيسيا، وشمالًا إلى الصين واليابان. أثناء الحرب العثمانية الفارسية 1821-1823، أصابت الكوليرا كلا الجيشين فيما يُعرف اليوم بأرمينيا. نشر الحجاج الهندوس الكوليرا داخل شبه القارة الهندية، كما حدث عدة مرات في السابق، ونقلتها القوات البريطانية برًا إلى نيبال وأفغانستان. في عام 1821، نشرت القوات البريطانية الكوليرا إلى عمان بعد أن أُصيب الجنود بالعدوى في الهند.

### انتشاره في الخليج والعراق
وصل الوباء من الهند إلى مدن الخليج مثل بندر عباس وبوشهر سنة 1820، فانتقل إلى شيراز حيث مات منه مستر ريج القنصل الإنجليزي في بغداد. ثم وصل البصرة أوائل شهر أغسطس/آب 1820، ولم يكن للأهالي عهد به منذ زمن طويل، وحين جائهم أطلقوا عليه اسم «الهواء الأصفر» و«أبو زوعة». والظاهر أن الوباء انتشر بقوة في البصرة حتى كاد أن يفني أهلها، حيث قضى على بيوت بأكملها فأقفلت تلك المنازل بالضبة -الضبة القفل الخشبي- وفر أغلب الناس إلى البادية، وهو الطاعون الذي ذكره الإمام النووي أن من علاماته القيء والإسهال المفرط، وصاحبه لا يبول فإذا بال سلم. واستمر في البصرة من آخر شوال إلى آخر ذي القعدة (شهر أغسطس 1820م)، وأن شدته من اول ذي القعدة إلى إثني عشر منه، ثم كان تارة يشتد وتارة يخف إلى أن انعدم في البصرة. ولكنه بدأ يسري شمالا، فاجتاح سوق الشيوخ والعرجة والسماوة والنجف وكربلاء والحلة حتى وصل بغداد، ومنها انتقل إلى السليمانية وكركوك. وقد طلب والي بغداد داود باشا المساعدة من رجال القنصلية البريطانية لدرء الخطر، فتقدم حكيم الباليوز -أي طبيب القنصلية- ببعض الأدوية المضادة للوباء مع النصائح والإرشادات التي تساعد على الوقاية منه.
وفي تلك الأثناء تعرضت بغداد لغزو من جيرانها القاجار، حيث كانت نية الجيش الفارسي احتلال بغداد. ومع دخولهم منطقة وباء الهيضة، بدأ المرض يسري في الجيش. فأصيب به قائدهم الذي اضطر معه بالانسحاب من العراق، وقد قتل الوباء القائد وقتل معه الكثير من جنوده.

## العدد الكلي للوفيات
لا يزال مجموع الوفيات الناجمة عن الوباء غير معروف ولكن قدر بعض العلماء عدد الوفيات في مناطق معينة. على سبيل المثال، يقدر البعض أنه توفي في مدينة بانكوك حوالي 30 ألف شخص بسبب الوباء. في سيمارانج، توفي في جزيرة جاوة حوالي 1,225 شخصا خلال أحد عشر يوما في شهر أبريل عام 1821.